# Distretto di Sonipat
Il distretto di Sonipat è un distretto dell'Haryana, in India, di 1 278 830 abitanti. È situato nella divisione di Rohtak e il suo capoluogo è Sonipat.